# Randall Neil Nelson
Pour les articles homonymes, voir Nelson.
Randall Neil Nelson , né le 6 juin 1926 et mort le 30 juillet 2023, est un enseignant et un homme politique provincial canadien de la Saskatchewan. Il représente la circonscription de Yorkton à titre député du Nouveau Parti démocratique de 1975 à 1982.

## Biographie
Né à Rosetown en Saskatchewan, Nelson obtient un diplôme en enseignement de l'Université de la Saskatchewan. Il enseigne ensuite dans des écoles de Naisberry, Spalding, Simpson (en) et Yorkton.
En 2011 et en retraite de la vie d'enseignant et la vie publique, il réside à Saskatoon.